# Eamonn Gregg
Eamonn Gregg (Dublino, 28 marzo 1953) è un allenatore di calcio ed ex calciatore irlandese, di ruolo difensore.

## Carriera

### Club
Ha trascorso la maggior parte della sua carriera nel Bohemians, con cui ha collezionato 180 presenze ed ha vinto due Campionati irlandesi.
Nel 1989 è diventato giocatore-allenatore del Kilkenny City, per poi ritirarsi dal calcio giocato al termine della stagione. Nel 1994 ha concluso anche la carriera da allenatore dopo aver guidato Bohemians e Shelbourne.

### Nazionale
Ha esordito con la Nazionale irlandese il 12 aprile 1978 disputando l'amichevole persa 3-0 contro la Polonia.
Con la Nazionale irlandese ha disputato in totale 8 incontri ufficiali fra il 1978 ed il 1979.

## Statistiche
Statistiche aggiornate al 27 Dicembre 2018.

### Cronologia presenze e reti in nazionale

#### Under-23
| Cronologia completa delle presenze e delle reti in nazionale ― Irlanda under 23 | Cronologia completa delle presenze e delle reti in nazionale ― Irlanda under 23 | Cronologia completa delle presenze e delle reti in nazionale ― Irlanda under 23 | Cronologia completa delle presenze e delle reti in nazionale ― Irlanda under 23 | Cronologia completa delle presenze e delle reti in nazionale ― Irlanda under 23 | Cronologia completa delle presenze e delle reti in nazionale ― Irlanda under 23 | Cronologia completa delle presenze e delle reti in nazionale ― Irlanda under 23 | Cronologia completa delle presenze e delle reti in nazionale ― Irlanda under 23 |
| Data                                                                            | Città                                                                           | In casa                                                                         | Risultato                                                                       | Ospiti                                                                          | Competizione                                                                    | Reti                                                                            | Note                                                                            |
| ------------------------------------------------------------------------------- | ------------------------------------------------------------------------------- | ------------------------------------------------------------------------------- | ------------------------------------------------------------------------------- | ------------------------------------------------------------------------------- | ------------------------------------------------------------------------------- | ------------------------------------------------------------------------------- | ------------------------------------------------------------------------------- |
| 20-5-1973                                                                       | Dublino                                                                         | Irlanda under 23                                                                | 0 – 0                                                                           | Francia under 23                                                                | Amichevole                                                                      | -                                                                               |                                                                                 |
| Totale                                                                          |                                                                                 | Presenze                                                                        | 1                                                                               |                                                                                 | Reti                                                                            | 0                                                                               |                                                                                 |

#### Nazionale maggiore
| Cronologia completa delle presenze e delle reti in nazionale ― Irlanda | Cronologia completa delle presenze e delle reti in nazionale ― Irlanda | Cronologia completa delle presenze e delle reti in nazionale ― Irlanda | Cronologia completa delle presenze e delle reti in nazionale ― Irlanda | Cronologia completa delle presenze e delle reti in nazionale ― Irlanda | Cronologia completa delle presenze e delle reti in nazionale ― Irlanda | Cronologia completa delle presenze e delle reti in nazionale ― Irlanda | Cronologia completa delle presenze e delle reti in nazionale ― Irlanda |
| Data                                                                   | Città                                                                  | In casa                                                                | Risultato                                                              | Ospiti                                                                 | Competizione                                                           | Reti                                                                   | Note                                                                   |
| ---------------------------------------------------------------------- | ---------------------------------------------------------------------- | ---------------------------------------------------------------------- | ---------------------------------------------------------------------- | ---------------------------------------------------------------------- | ---------------------------------------------------------------------- | ---------------------------------------------------------------------- | ---------------------------------------------------------------------- |
| 12-4-1978                                                              | Łódź                                                                   | Polonia                                                                | 3 – 0                                                                  | Irlanda                                                                | Amichevole                                                             | -                                                                      |                                                                        |
| 24-5-1978                                                              | Copenaghen                                                             | Danimarca                                                              | 3 – 3                                                                  | Irlanda                                                                | Qual. Euro 1980                                                        | -                                                                      | 51’                                                                    |
| 25-10-1978                                                             | Dublino                                                                | Irlanda                                                                | 1 – 1                                                                  | Inghilterra                                                            | Qual. Euro 1980                                                        | -                                                                      | 73’                                                                    |
| 2-5-1979                                                               | Dublino                                                                | Irlanda                                                                | 2 – 0                                                                  | Danimarca                                                              | Qual. Euro 1980                                                        | -                                                                      |                                                                        |
| 19-5-1979                                                              | Sofia                                                                  | Bulgaria                                                               | 1 – 0                                                                  | Irlanda                                                                | Qual. Euro 1980                                                        | -                                                                      |                                                                        |
| 22-5-1979                                                              | Dublino                                                                | Irlanda                                                                | 1 – 3                                                                  | Germania Ovest                                                         | Amichevole                                                             | -                                                                      |                                                                        |
| 11-9-1979                                                              | Swansea                                                                | Galles                                                                 | 2 – 1                                                                  | Irlanda                                                                | Amichevole                                                             | -                                                                      |                                                                        |
| 26-9-1979                                                              | Praga                                                                  | Cecoslovacchia                                                         | 4 – 1                                                                  | Irlanda                                                                | Amichevole                                                             | -                                                                      |                                                                        |
| Totale                                                                 |                                                                        | Presenze                                                               | 8                                                                      |                                                                        | Reti                                                                   | 0                                                                      |                                                                        |

## Palmarès
- Campionato irlandese: 3

Bohemians: 1974-1975, 1977-1978
Dundalk: 1981-1982
- FAI Cup: 1

Bohemians: 1975-1976
- League of Ireland Cup: 2

Bohemians: 1974-1975, 1978-1979